# تپه دره سر (۱)
تپه دره سر (۱) مربوط به دوره نوسنگی - عصر مس و سنگ - عصر مفرغ - عصر آهن است و در شهرستان دورود، بخش سیلاخور، دهستان چالانچولان، ۱ کیلومتری شمال روستای عربان واقع شده و این اثر در تاریخ ۱۳ آبان ۱۳۸۶ با شمارهٔ ثبت ۱۹۸۲۷ به‌عنوان یکی از آثار ملی ایران به ثبت رسیده است.